# Bradina chlorionalis
Bradina chlorionalis là một loài bướm đêm trong họ Crambidae.